# Heinrich Pipping

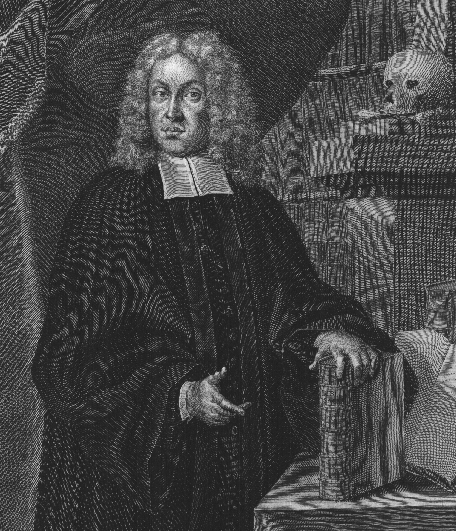
Heinrich Pipping

Heinrich Pipping (* 2. Januar 1670 in Leipzig; † 22. April 1722 in Dresden) war ein deutscher lutherischer Theologe und Oberhofprediger in Dresden.

## Leben
Geboren als Sohn des Kauf- und Handelsmannes Jacob Pipping und seiner Frau Magdalena, die Tochter des Tuchhändlers Adam Mohr, wurde er zunächst durch Privatlehrer unterrichtet und besuchte dann die Alte Nikolaischule. So vorgebildet, immatrikulierte er sich 1686 an der Universität Leipzig und widmete sich Studien an der philosophischen Fakultät. Er erwarb 1688 den akademischen Grad eines Magisters und nahm ein Studium der Theologie auf.
Zu diesem Zweck begab er sich am 1. Mai 1688 an die Universität Wittenberg, wo er bei Caspar Löscher Aufnahme in dessen Haus fand. Während seiner Studien waren neben Löscher auch Johann Deutschmann, Johann Andreas Quenstedt, Christian Röhrensee und Michael Walther seine Lehrer. Er begab sich zurück nach Leipzig, wo er sein Theologiestudium unter Valentin Alberti, Johannes Olearius und Gottlob Friedrich Seligmann fortsetzte und Mitglied der Predigergesellschaft wurde.
Nachdem er mehrere Disputationen gehalten hatte, wurde er 1693 vom Magistrat der Stadt Leipzig als Prediger an die Thomaskirche berufen. 1699 beförderte man ihn zum Diakon an der Thomaskirche und 1702 stieg er zum Vesperprediger auf. Während dieser Zeit hielt er für die Studenten Kollegien ab und wurde, nachdem sein Schwiegervater Seligmann verstorben war, 1709 als Oberhofprediger nach Dresden berufen.
Um die notwendigen akademischen Grade zur Ausübung des Amtes zu erwerben, begab er sich wiederum nach Wittenberg, wo er am 24. April 1709 zum Lizenziaten und am 26. April zum Doktor der Theologie promovierte. Daraufhin hielt er in Leipzig seine Abschiedspredigt und gelangte am 23. Mai 1709 in Dresden an. Am Folgetag wurde er in das Amt eingeführt und ihm die damit verbundenen Ämter eines Kirchenrates und Oberkonsistorialrat anvertraut.
In seiner Funktion als Oberhofprediger war er der Beichtvater der sächsischen Kurfürstenfamilie. Er begleitete diese auf Kurreisen, nahm die Trauung von Christian VI. von Dänemark und Norwegen und Sophie Magdalene von Brandenburg-Kulmbach am 7. August 1721 in Pretzsch vor und führte drei Landtage in Dresden durch, bei denen er 1711, 1716 und 1718 die gewöhnliche Landtagspredigt hielt. Als Theologe war er moderat und hat sich in keine Kontroversen seiner Zeit eingelassen. Dennoch hielt er an der lutherischen Lehre fest und bezog dazu in seinen Predigten Stellung.
Aus seiner 1700 in der Thomaskirche von Leipzig geschlossenen Ehe mit Johanna Katharina, der Tochter des Oberhofpredigers Gottlob Friedrich Seligmann, sind drei Kinder hervorgegangen. Bekannt ist Gottlob Heinrich Pipping, der Bürgermeister in Naumburg wurde, die Tochter Johanna Margaretha, die den Rechtskonsulenten Carl Friedrich Jumpelts in Dresden heiratete, und August Benedikt Pipping, der ebenfalls studierte.
Nachdem Pipping am 1. Januar 1722 bei der Predigt einen Schlaganfall erlitten hatte, erholte er sich davon nicht mehr richtig. Am 19. April befiel ihn ein starker Schüttelfrost und Steckfluss, woran er früh um 1 Uhr verstarb. Er fand seine letzte Ruhestätte am 25. April in der Sophienkirche und ihm wurde am 17. Mai eine Gedenkpredigt gehalten, wie auch in anderen sächsischen Städten.

## Promotionen unter Pippings Vorsitz (Auswahl)
- Matthias Hoë von Hoënegg: De iterata et solida defensione Pupillae Evangelicae, scriptisque insuper aliis, inde ab anno 1624. an annum 1630 publica autoritate in Saxonia. Fritsch, Leipzig 1704.
- Caspar Löscher: De Saule per musicam. Ex 1. Samuel, 16,14 ff. Schrödterus, Leipzig 1688.
- Gottfried C. Seligmann: Qua depositam purpuram ipsigratulator, simulque Rectorum Academiae Lipsiensis, qui seculo proxime elapso sibi invicem successerunt, syllabum exhibet. Gleditsch, Leipzig 1701.
- Immanuel Tögel: Der potu supplicii et puniendis et patienti christo prodomo. Götze, Leipzig 1688.
- Joachim C. Westphal: De curioso novitatis studio. Götze Leipzig 1687.

## Werke (Auswahl)
Latein
- Arcana Bibliothecae Thomanae Lipsiensis sacra. Gleditsch, Leipzig 1703.
- Collegii Homiletici Practici in Augustanam Confessionem habiti summaria repetito. Görlitz Verlag, Leipzig 1707.
- De raptu liberorum. Götze. Leipzig 1690.
- De triplici corona Romani Pontificis. Götze, Leipzig 1692.
- Exercitationes Academicae Historico-, Philosophico–, Theologicae. Lesch, Dresden 1711 (zusammen mit Gottlob Friedrich Seligmann).
- Exercitationes Academicae Juventiles. Groß, Leipzig 1708.
- Memoriam theologorum nostrae aetatis clarissimorum renovatam. Fritsch, Leipzig 1705–07.
  - Band 1–2 Sacer Decadunm Septenatius memoriam Theologum nostra aetate clarissimorum renovatam. 1705.
  - Band 3 Trias Decadum memoriam Theologorum nostrae aetatis clarissimorum renovatam exhibens, sacra Decadum Septenario jugenda. 1707.
- Orationes et Programmata vari argumenti. Lesch, Dresden 1712 (zusammen mit Gottlob Friedrich Seligmann).
- Semicenturia biographica selecta. Gleditsch & Weidmann, Leipzig 1709 (zusammen mit Georg Heinrich Götze).

Deutsch
- Allerley Geistliche Weißheit und Verstand, wie solche Stücke aus denen ordentlichen Sonn- und Festtags-Evangelien im bevorstehenden Kirchenjahre 1713, anzuweisen, man mit Gott entschlossen ist. Dresden 1713.
- Ein, bey öffentlicher Landesversammlung Gott, dem allerhöchsten Landesvater, treulich empfohlenes Land. Über 1 Reg. 8. 57 und 58. Dresden 1711 (Landtags-Predigt am 24. April 1711).
- Concordia. Christliche wiederholete einmüthige Bekäntniß nachbenannter Chur-Fürsten, Fürsten und Stände Augspurgischer Konfeßio und denselben Theologen Lehre und Glaubens. Gleditsch, Leipzig 1703 (Christliches Konkordienbuch).
- Danck-Reden, bey Hoch und Wohlangesehenen Leich-Bestattungen vormahls gehalten. Leipzig 1707.
- Die dreyfache Ehre eines Wohlfürstehendenden Eltesten. Aus Zach. 3,1-7. Gleditsch, Leipzig 1711 (Gratulationsschrift anlässlich Johannes Dornfelds Amtsübernahme 1711).
- Der für den Herrn werthgehaltene schnelle Tod seiner Heiligen Leipzig 1711 (Leichenpredigt für Caspar C. Seeligmann). * Furcht und Hoffnung eines Landes bey bevorstehenden göttlichen Straf und Gerichten, aus Zeph. 2,1-3. Zimmermann, Leipzig 1711 (anlässlich der Beendigung des Landtages 1711).
- Gott, des Chursächsischen Israels Nothelfer. Aus Matth. 7,23-27. Dresden 1716 (eine Landtagspredigt).
- Der Gottesdienst derer, die bey dem Hofl-Leben sich von der Welt unbefleckt behalten. Aus Joh. 21,17. Harpeter, Dresden 1716 (Leichenpredigt für Carl Rex, am 9. Juni 1716).
- Johannes als ein von Gott gesandter Bothe. Aus Jes. 40,6. und 8. Dresden 1714 (Gratulationsschrift für Dr. Besseck anlässlich seiner Amtseinführung in Oschatz).
- Mosis Ausspruch von dem 80jährigen Alter der Menschen. Aus Psalm. 90,10. Rohrlach, Görlitz 1705.
- Schrifftmäßige Prediger-Gedanken welche nach Veranlassung durch hohen Beruff ihm anbefohlenen Ober-Hof-Prediger-Amts, bey seinem Abschiede aus Leipzig und Antritt in Dresden öffentlich vorgetragen worden. Gleditsch, Leipzig 1711.
- Die seeligste Erhöhung derer Auserwählten. Aus Apoc. 3,12. Harpeter, Dresden 1712 (Leichenpredigt für Graf August Ferdinand von Pflug).
- Die Treue derer Haushalter in dem Hause Gottes. Aus 1. Petr. 5,2-4. Zimmermann, Dresden 1713 (Gratulationsschrift für Johann G. Lucius anlässlich seiner Amtseinführung in Pirna, 22. September 1712).
- Die Verklährung der Christen in das Bild Christi. Über 1. Petr. 2,21 und 24. Fleischer, Leipzig 1709 (Leichenpredigt für Jacob Born).
- Versammleter getreuer Land Stände Versicherung, das der Herr mit ihnen sey. Aus Matth. 8,1-13. Zimmermann, Dresden 1718 (Landtagspredigt vom 23. Januar 1718).
- Die vornehmsten Oerter eines Gotteshauses stellete bey solenner Einweihung der aus dem Grunde neuerbauten Kirche zu Tieffenau am sechsten Sonntag nach Trinitatis. Aus Matth. V. 20-27. Riedel & Stöpel, Dresden 1718 (anlässlich der Einweihung der Kirche von Tieffenau am 24. Juli 1718).
- D. Johann Benedict Capzovs Evangeliste Alten Testaments, Jesaias. Leipzig 1703 (mit einer Vorrede).
- Herrn D. Seeligmanns zu Dresden gehaltenen Anzugspredigt, aus des seeligen Herrn Autoris eigenhändigen Conzept. Leipzig 1708 (mit einer Vorrede hrsg.).